# Белогорлая мексиканская сойка
Белогорлая мексиканская сойка (лат. Cyanolyca mirabilis) — вид птиц семейства врановых. Подвидов не выделяют. Эндемик Мексики.

## Описание
Белогорлая мексиканская сойка достигает длины 23—25 см и массы 50—54 г. Длина хвоста варьирует от 10,5 до 11,6 см. Половой диморфизм не выражен. Окраска оперения взрослых особей преимущественно тёмно-синего цвета с зелёными переливами в зависимости от угла падения света. Голова и шея в основном чёрного цвета. Белая надбровная дуга проходит ото лба над глазом до ушных раковин, а затем изгибается вниз к горлу. Горло и верхняя часть груди белые. Радужная оболочка тёмно-коричневая, клюв и ноги чёрные.
Молодые особи похожи на взрослых, но более тусклые. Макушка и задняя часть шеи не чёрные, а тускло-зеленоватые или голубоватые, и поэтому ближе по цвету к окраске спины. Белая надбровная дуга не проходит по боковой стороне шеи. Нижняя часть тела более тусклая, сланцевого цвета, более синеватая на груди. Чёрная полоса на груди уже, а задний край еще более резко очерчен, чем у взрослых особей.
Вокализация описывается как «слегка хриплое, от гнусавого до пронзительного 'sheev-idee sheev-idee' или 'shiev-a shiev-a' и слегка шумное 'sheir sheir'».

## Места обитания и биология
Белогорлая мексиканская сойка является эндемиком Мексики (ареал ограничен горной системой Южная Сьерра-Мадре). Обитает в ненарушенных влажных горных лесах, предпочитает туманный лес; встречается как в смешанных сосново-дубовых, так и в чисто дубовых лесах на высоте от 1525 до 3500 м над уровнем моря в штате Герреро и 2000-2600 м в Оахаке. Обычно добывает корм в кронах деревьев парами или небольшими группами, вне сезона размножения иногда присоединяется к смешанным группам птиц. Всеядна, питается насекомыми и другими беспозвоночными, мелкими позвоночными, плодами и ягодами. Биология размножения практически не исследована. Период размножения приходится на апрель — август.